# Veliki sedalni otvor
Veliki sedalni otvor (lat. f. ishiadikum majus) je anatomska komunikacija ili parni otvor preko koga komuniciraju prostor karlične duplje i sedalni predeo.

## Anatomija
Granice otvora
Veliki sedalni otvor je ograničen:
- Spolja - velikim sedalnim urezom karlične kosti.
- Unutra - bočnom stranom krsne kosti.
- Dole - sakrospinalnom vezom koja ga razdvaja od malog sedalnog otvora.
- Gore — sakroilijačnom vezom.

Strukture
Kroz veliki sedalni otvor prolazi kruškasti (piriformni) mišić i deli ga na dva manja otvora:
- Gornji ili suprapiriformni otvor.
- Donji ili infrapiriformni otvor.

Anatomske strukture koje prolaze kroz ova dva otvora i izlaze iz karlice u sedalni predeo prikazane su na ovoj tabeli:
| Lolkacija                | Naziv                            | Krvni sudovi                                                                                       | Nervi |
| ------------------------ | -------------------------------- | -------------------------------------------------------------------------------------------------- | --- |
| Iznad piriformnog mišića | Gornji ili suprapiriformni otvor | - Gornja sedalna arterija i vena                                                                   | - Gornji sedalni nerv                                                                                             |
| Ispod piriformnog mišića | Donji ili infrapiriformni otvor  | - Donji glutealni krvni sudovi - Donja sedalna arterija i vena - Unutrašnja stidna arterija i vena | - Donji sedalni nerv - Stidni nerv - Veliki sedalni živac - Zadnji kožni živac buta - Unutrašnji obturatorni nerv |

## Spoljašnje veze
- „Greater bedrenog foramen”. Архивирано из оригинала 20. 12. 2019. г. Приступљено 20. 12. 2019. (језик: енглески)
- „Greater sciatic foramen, the Duke University Health System's Orthopedics program”. Архивирано из оригинала 20. 12. 2019. г. Приступљено 20. 12. 2019. (језик: енглески)

|  | Molimo Vas, obratite pažnju na važno upozorenje u vezi sa temama iz oblasti medicine (zdravlja). |